# Costoanachis translirata
Costoanachis translirata là một loài ốc biển, là động vật thân mềm chân bụng sống ở biển trong họ Columbellidae.

## Phân bố
Chúng phân bố ở Vịnh Mexico và in Biển Caribe

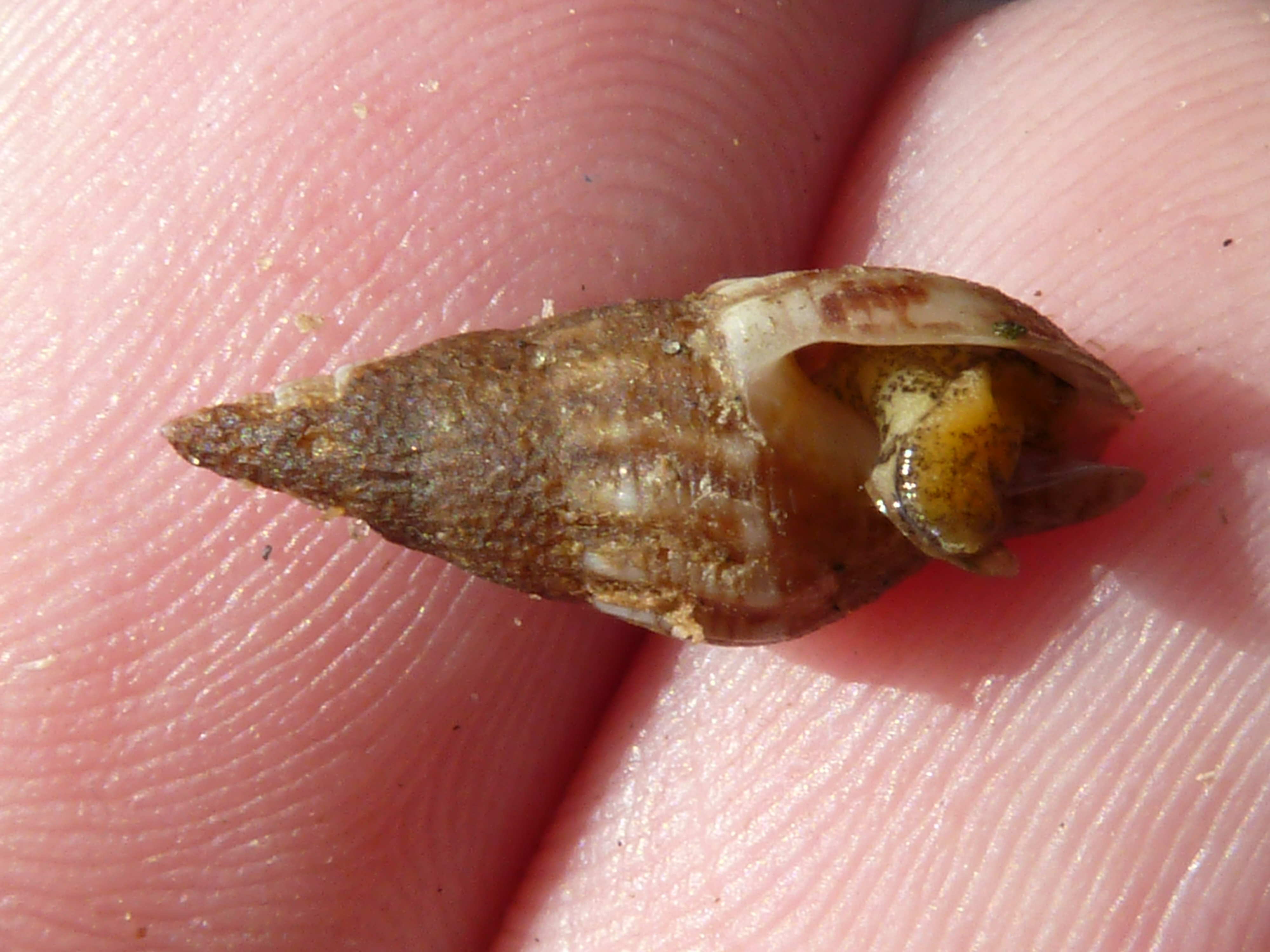
A live specimen